# Holnstein (Adelsgeschlecht)
Die Grafen von Holnstein aus Bayern sind ein bayerisches Adelsgeschlecht.

## Geschichte

### Herkunft

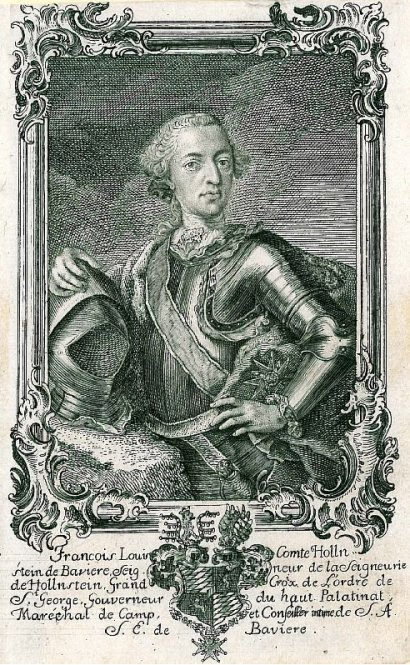
Franz Ludwig von Holnstein – Ahnherr des Geschlechts

Ahnherr der noch heute bestehenden Familie ist Graf Franz Ludwig von Holnstein (1723–1780). Er stammte aus der Beziehung des Kurfürsten und späteren Kaisers Karl Albrecht von Bayern (1697–1745) mit Maria Caroline Charlotte Freiin von Ingenheim (1704–1749), Hofdame der Kurfürstin Therese Kunigunde und Schwester des Feldmarschall-Leutnants Karl Wilhelm von Ingenheim. Als legitimierter natürlicher Sohn war Franz Ludwig kein Mitglied des Hauses Wittelsbach und stand auch nicht in der bayerischen Thronfolge, doch erhielt er von seinem Vater den erblichen Titel „Graf von Holnstein aus Bayern“ und ein Familienwappen verliehen.
Der 1723 geborene Sohn des Kurfürsten Karl Albrecht lebte im Palais Holnstein in München, das 1733 bis 1737 von François de Cuvilliés im Auftrag des Kurfürsten für ihn erbaut wurde. Die Fassade des heute vom Erzbischof von München und Freising genutzten Gebäudes ziert eine Darstellung des gräflich Holnstein’schen Familienwappens.

### Entwicklung

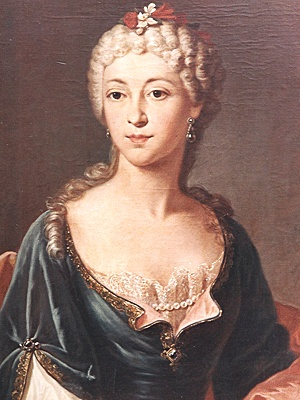
Maria Caroline von Ingenheim – Geliebte des Kaisers Karl VII.

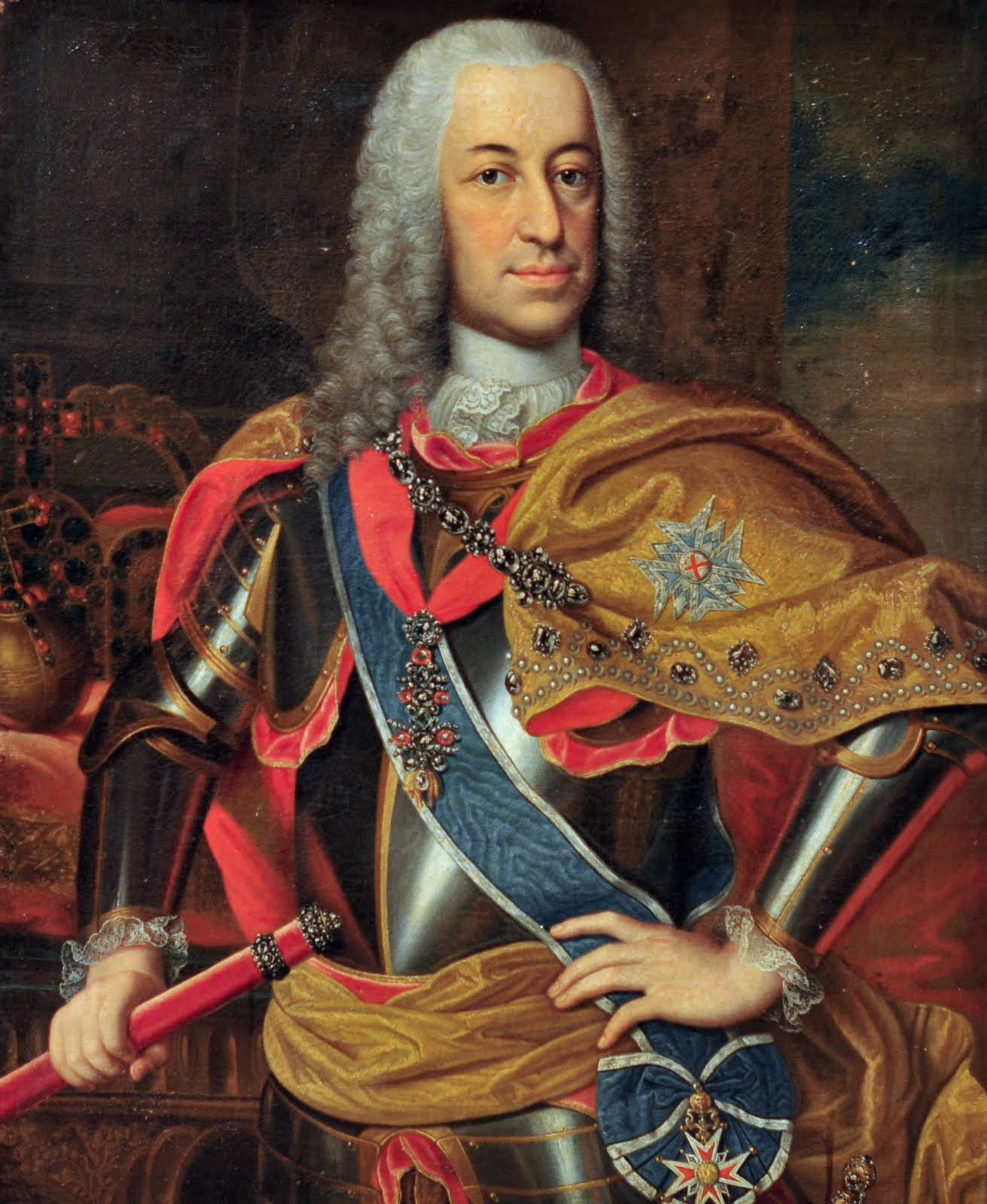
Kaiser Karl VII. – Stifter des Titels

1794 gelangte die Marktgemeinde Schwarzenfeld in der Oberpfalz in den Besitz der Grafen von Holnstein, die in dieser Gegend auch umfangreichen Güterbesitz hatten und das Schloss Schwarzenfeld bewohnten.
Ein Enkel von Franz Ludwig, der Gutsbesitzer und königliche Kämmerer Karl Theodor von Holnstein (1797–1857) heiratete am 9. November 1831 die damals 16 Jahre alte Caroline Maximiliana Maria Freiin von Spiering (1815–1859). Sie war 18 Jahre jünger als er, doch bestanden zwischen ihren Familien bereits seit längerem Beziehungen, da die Holnstein’schen Güter in der Oberpfalz direkt an die Güter der Freiherren von Spiering grenzten. Das Paar zog nach München, wo der Gräfin die Stellung ihres Gatten so manche Tür bei Hof öffnete. 1833 fiel die junge Gräfin erstmals König Ludwig I. auf. Er ließ Caroline von Holnstein schließlich in der Schönheitengalerie in der Residenz (heute im Schloss Nymphenburg) verewigen.
Ab dem Jahr 1857 lebte auf Schloss Schwarzenfeld ihr Sohn Maximilian Karl Theodor (1835–1895), der als erblicher bayerischer Reichsrat und Oberststallmeister des Königs Ludwig II. großen Einfluss auf die Politik im Königreich Bayern besaß. Graf Holnstein spielte als Diplomat eine bedeutende Rolle bei der Entstehung des Kaiserbriefs, mit den König Ludwig II. am 3. Dezember 1870 dem preußischen König Wilhelm I. formell die Kaiserwürde des neu gegründeten Deutschen Reichs antrug. In Schwarzenfeld ließ Maximilian Karl Theodor von Holnstein den Schlossbau 1890 bis 1892 im Stil des Historismus erweitern. Kurz nach der Fertigstellung nutzte er das Schloss als Ruhesitz, und nach seinem Tod wurde er in einem Mausoleum auf dem Friedhof von Schwarzenfeld bestattet. Seine Witwe Maximiliane, geb. von Gumppenberg (1850–1937), und seine Nachfahren bewohnten das Schloss Schwarzenfeld nur noch wenige Jahre.  Ab 1907 blieb es bis auf kurzzeitige Verpachtungen ungenutzt. Wirtschafts- und Finanznöte zwangen Gräfin Maximiliane von Holnstein 1936 dazu, es an die NS-Volkswohlfahrt Berlin zu verkaufen.
Karoline von Bretzenheim (1768–1786), eine uneheliche Tochter des Kurfürsten Karl Theodor von Pfalz und Bayern (1724–1799), heiratete 1784 Graf Maximilian Joseph von Holnstein (1760–1838), Statthalter der Oberpfalz, einen Sohn des Familienbegründers Franz Ludwig von Holnstein. Die Eheleute hatten einen einzigen Sohn, der aber ohne Nachkommen starb, weshalb diese Familienlinie, welche auf zwei uneheliche Wittelsbacherkinder zurückging, nicht fortbestand. Karoline von Holnstein geb. von Bretzenheim wurde in der Theatinerkirche (München), einer traditionellen Grablege der Wittelsbacher, bestattet, wo ein Epitaph mit dem Allianzwappen Holnstein-Bretzenheim an sie erinnert.

## Wappen
Das Familienwappen der Grafen von Holnstein stellt ein Wittelsbacher Bastardwappen dar: Es zeigt den Schild der Herzöge und Kurfürsten von Bayern mit einem roten Bruch (oder 
Bastardfaden).

## Galerie

Bayerisches Wappen mit Bastardfaden
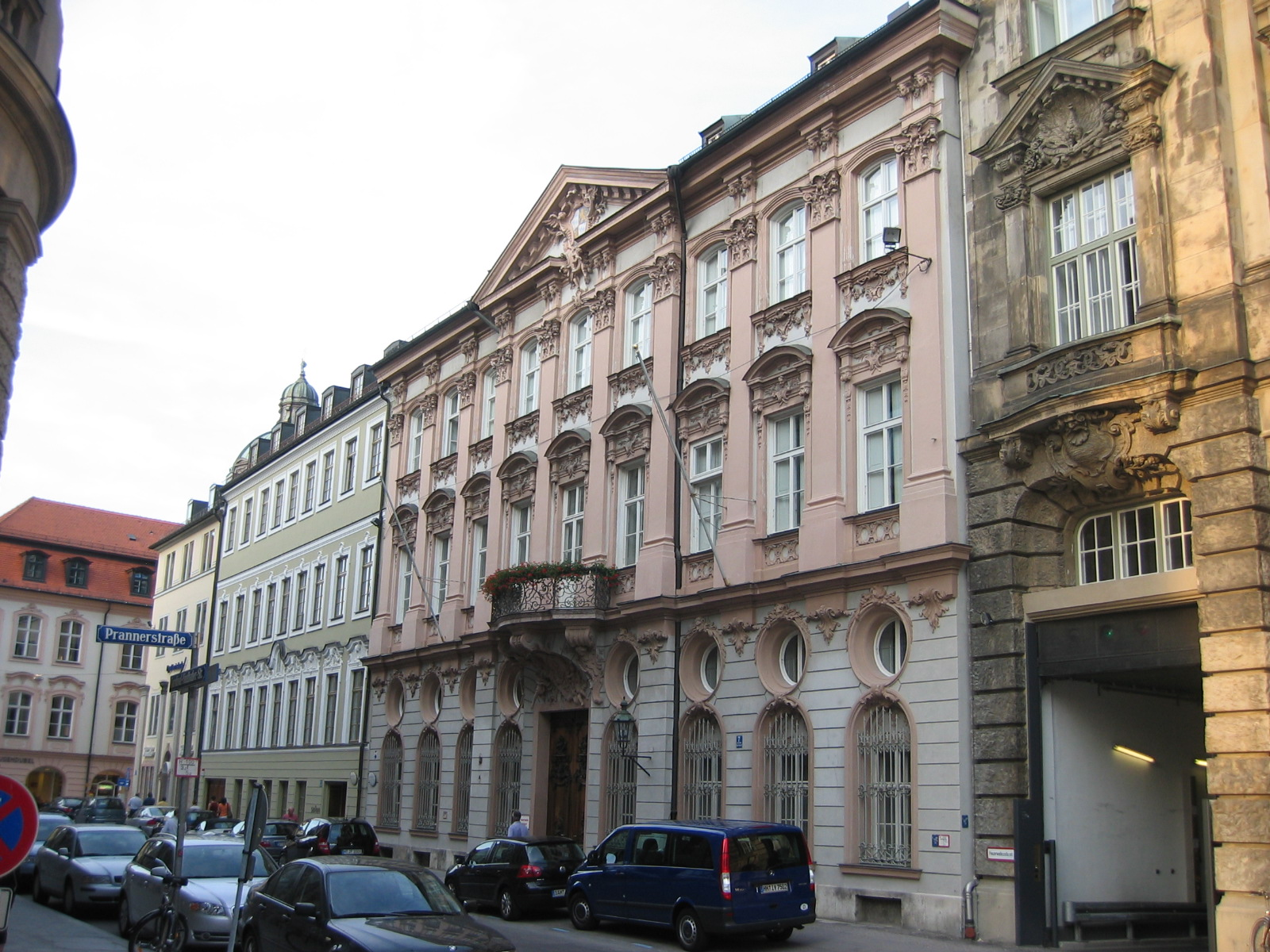
Das Palais Holnstein in München
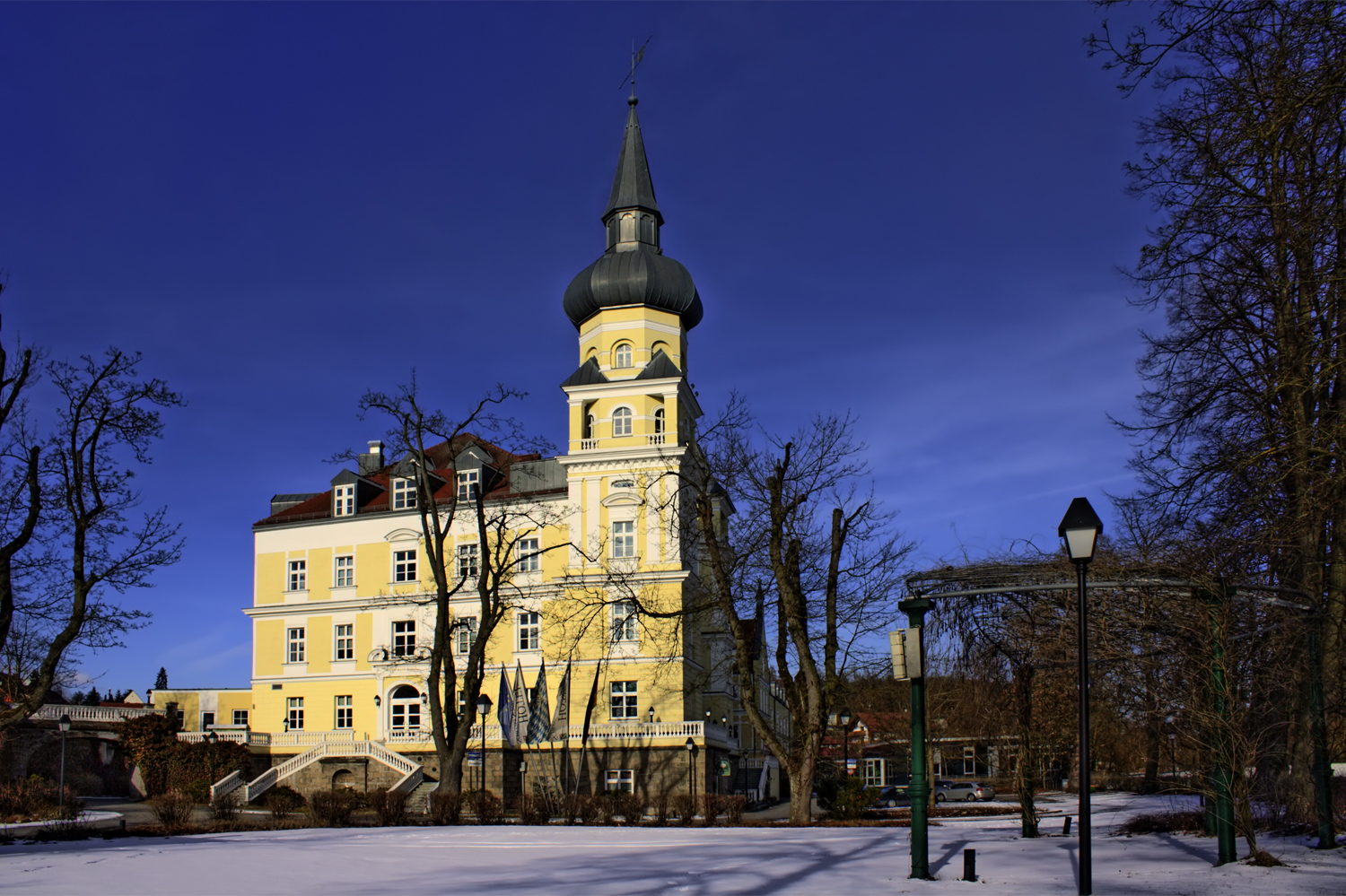
Schloss Schwarzenfeld in der Oberpfalz
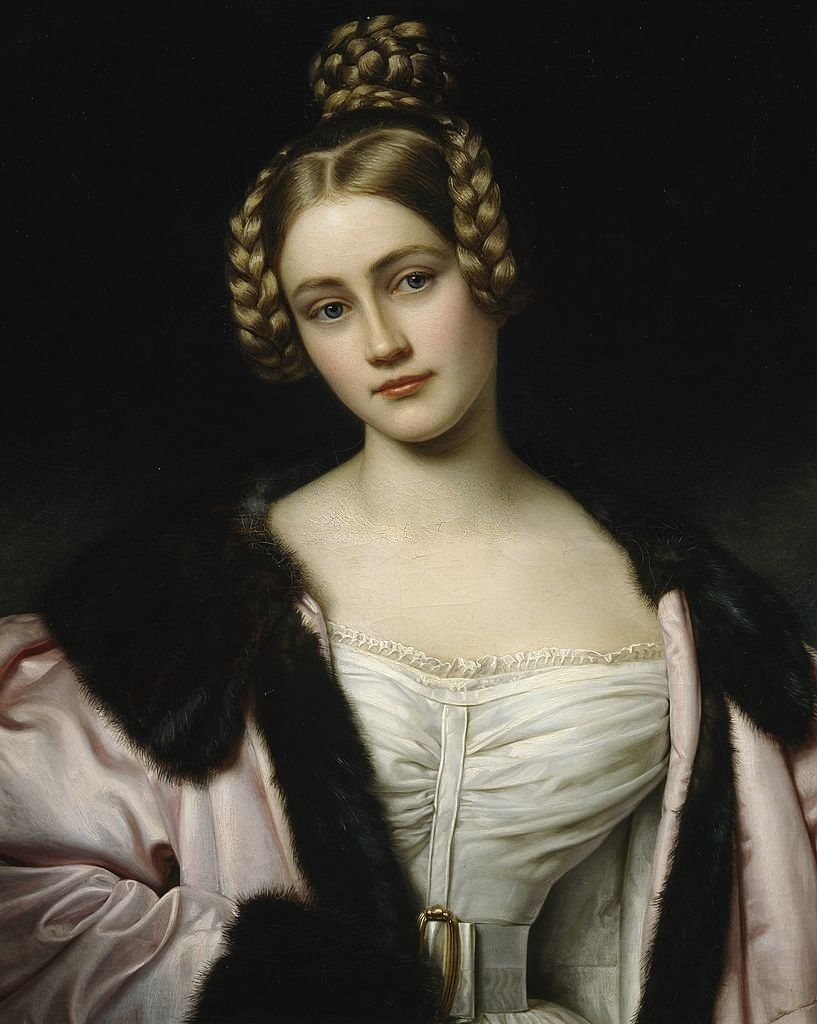
Caroline von Holnstein, Gemälde von Joseph Stieler
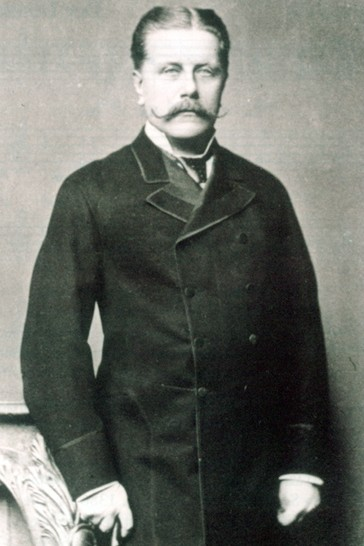
Maximilian Karl Theodor von Holnstein, Reichsrat und Diplomat Ludwigs II.